# 绝对领域 (杂志)

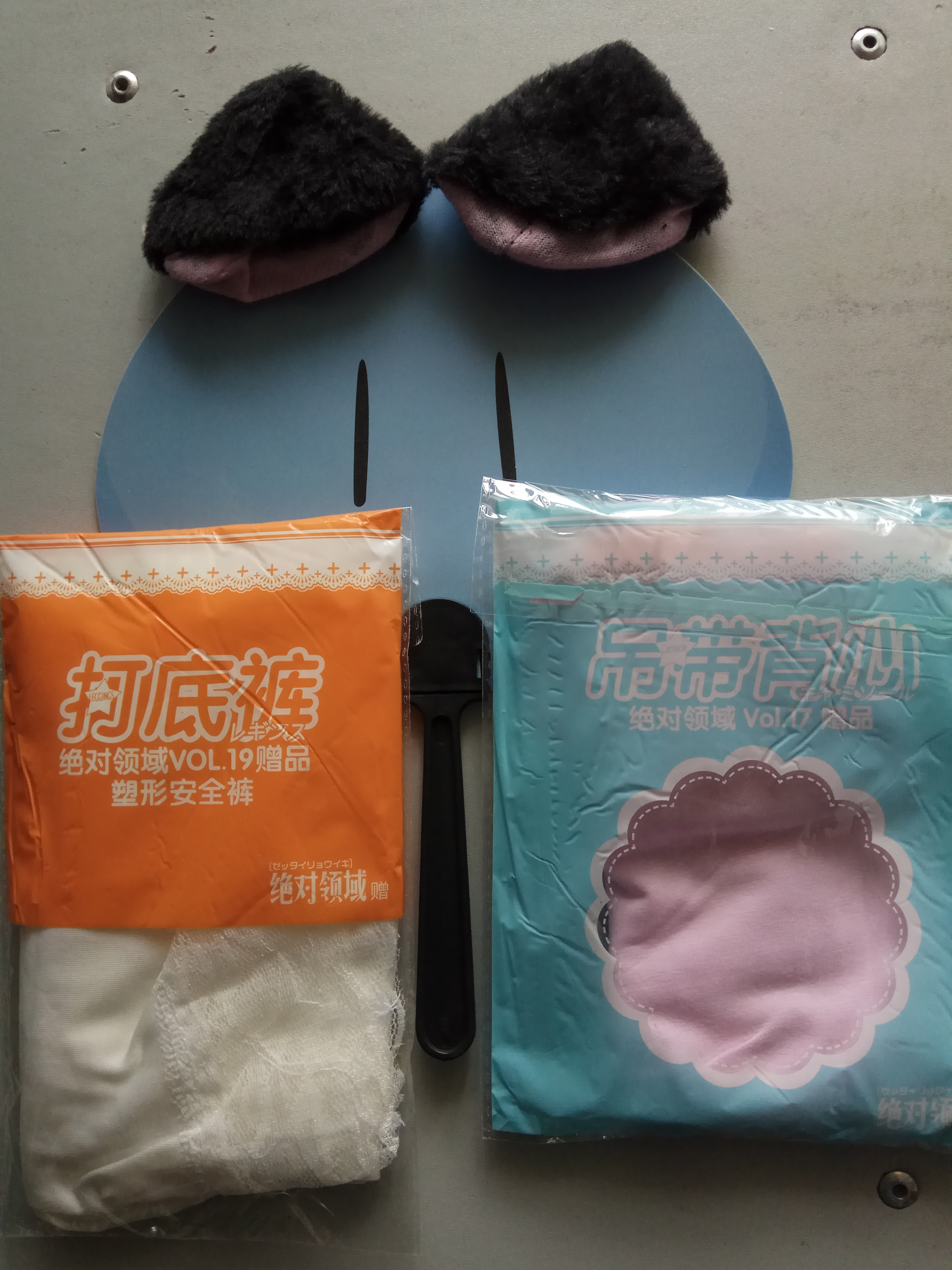
《绝对领域》杂志的赠品，有打底裤、吊带背心、猫耳发夹和《CLANNAD》团子扇等。

《绝对领域》是中国大陆发行的一本ACG杂志，由开明文教音像出版社和北京漫动天地文化传媒有限公司联合出版，由北京艺堂印刷有限公司和北京旺都印务有限公司印刷。杂志的内容主要是对日式动漫和美少女游戏的介绍和点评。2013年9月，此杂志被判定为非法出版物而停刊。

## 刊物内容
《绝对领域》以ACG为主题，刊登跟动漫和美少女游戏有关的介绍文章、点评文章和攻略等，不仅有日本制作的ACG作品的介绍，如《Rewrite》和《白色相簿2》等作品，也有中国制作的ACG作品的介绍，如《雾之本境》、《雪之本境》等作品。杂志采用全彩色印刷和单色印刷混合的方式，并附带有光盘和长筒袜、胖次等实物赠品。

## 争议
2013年9月16日，有读者向全国“扫黄打非”工作小组办公室联合举报中心举报，《绝对领域》杂志的封面和内容因打色情擦边球而不适合青少年阅读。经过审查后，中华人民共和国国家新闻出版广电总局和北京市文化市场行政执法总队判定该杂志的内容不适合青少年阅读，同时杂志的出版和印刷也没有上报审批，此外还存在着多个刊物共用一个刊号的现象。于是出版商和印刷商均受到没收非法所得、罚款以及停顿整改的处罚，该杂志也因此被中共中央宣传部勒令停刊。此次停刊事件也被中国中央电视台节目《焦点访谈》所报道。